# Telebasis coccinea
Telebasis coccinea är en trollsländeart som först beskrevs av Selys 1876.  Telebasis coccinea ingår i släktet Telebasis och familjen dammflicksländor. Inga underarter finns listade i Catalogue of Life.